# Rodrigo Santoro
Rodrigo Junqueira dos Reis Santoro (phát âm tiếng Bồ Đào Nha: [ʁoˈdɾiɡu sɐ̃ˈtoɾu]; sinh ngày 22 tháng 8 năm 1975) là một nam diễn viên người Brasil.

## Giải thưởng và đề cử

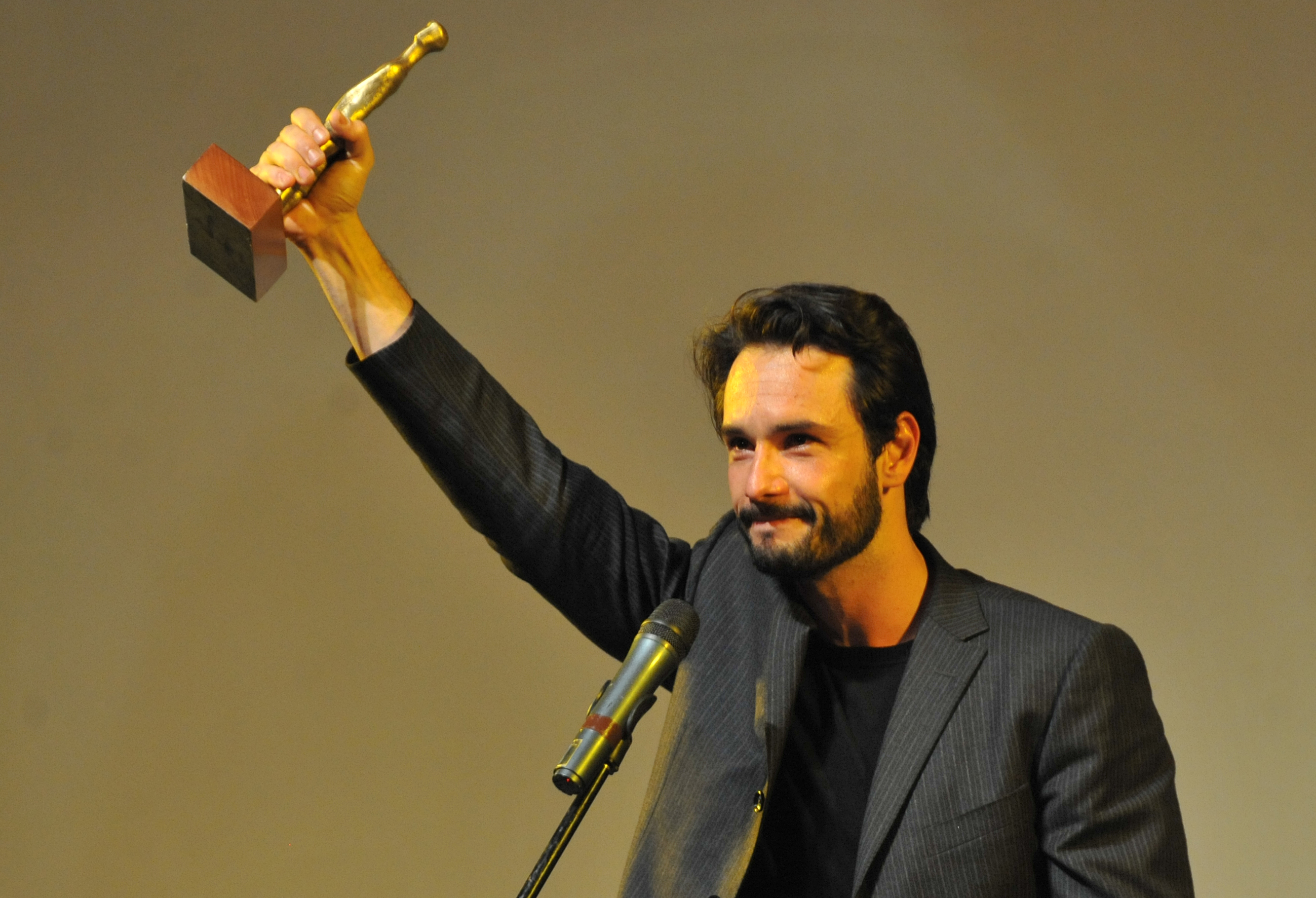
Santoro đoạt giải tại Liên hoan phim Brasil lần thứ 44 cho phim Meu País (năm 2011)

| Năm  | Giải thưởng                        | Hạng mục                                            | Kết quả   |
| ---- | ---------------------------------- | --------------------------------------------------- | --------- |
| 2000 | Festival de Brasília               | Best Actor for Bicho de Sete Cabeças                | Đoạt giải |
| 2001 | Recife Film Festival               | Best Actor for Bicho de Sete Cabeças                | Đoạt giải |
| 2001 | Brazil Quality Award               | Best Actor for Bicho de Sete Cabeças                | Đoạt giải |
| 2001 | Santo Domingo Film Festival        | Best Actor for Bicho de Sete Cabeças                | Đoạt giải |
| 2001 | SESC Best Film Festival            | Best Actor for Bicho de Sete Cabeças                | Đoạt giải |
| 2002 | Cinema Brazilian Grand Prix        | Best Actor for Bicho de Sete Cabeças                | Đoạt giải |
| 2002 | APCA Trophy                        | Best Actor for Bicho de Sete Cabeças                | Đoạt giải |
| 2002 | Cartagena Film Festival            | Best Actor for Bicho de Sete Cabeças                | Đoạt giải |
| 2002 | Cero Latitud Film Festival         | Best Actor for Bicho de Sete Cabeças                | Đoạt giải |
| 2003 | Festival de Brasília               | Best Actor for Carandiru                            | Đoạt giải |
| 2004 | Cannes Film Festival               | Chopard Trophy of Male Revelation                   | Đoạt giải |
| 2007 | MTV Movie Awards                   | Best Villain for 300                                | Đề cử     |
| 2011 | Festival de Brasília               | Best Actor for Meu País                             | Đoạt giải |
| 2011 | Havana Film Festival               | Best Actor for Heleno                               | Đoạt giải |
| 2012 | Lima Film Festival                 | Best Actor for Heleno                               | Đoạt giải |
| 2012 | ALMA Awards                        | Best Actor for What to Expect When You're Expecting | Đề cử     |
| 2013 | Grande Prêmio do Cinema Brasileiro | Best Actor for Heleno                               | Đề cử     |
| 2016 | Troféu APCA                        | Best Actor for Velho Chico                          | Đề cử     |
| 2016 | Prêmio Extra de Televisão          | Best Actor for Velho Chico                          | Đề cử     |